# Maicon Pereira Roque
|  | No s'ha de confondre amb Maicon Douglas Sisenando. |

Maicon Pereira Roque (Barretos, 14 de setembre de 1988), més conegut com a Maicon, és un futbolista brasiler que juga com a defensa. Actualment juga al Santos.

## Palmarès
FC Porto
- Lliga Europa de la UEFA: 2010–11
- Primeira Liga: 2010–11, 2011–12, 2012–13
- Taça de Portugal: 2009–10, 2010–11
- Supercopa Cândido de Oliveira: 2009, 2010, 2011, 2012, 2013
- Supercopa d'Europa de futbol: 2011
- Taça da Liga: 2009–10, 2012–13